# Crkva sv. Jerolima u Splitu
Crkva sv. Jerolima (Jeronima) ili skraćeno sv. Jere, srednjovjekovna crkva, podignuta uz okomitu liticu na južnim obroncima Marjana u Splitu. Zaštićeno je kulturno dobro.
Sagrađena je u 15. stoljeću, na mjestu gdje se nekoć nalazila crkva sv. Cirijaka. Crkva je malena i pravokutnog tlocrta, a nad njenim pročeljem uzdignut je gotički zvonik na preslicu. U unutrašnjosti crkvice nalazi se gotički križni svod, dok je ornamentika izrađena u renesansnom stilu. Godine 1480. Oltar s reljefima izradio je Andrija Aleši. Na reljefima se nalaze prikazi sv. Ivana Krstitelja, sv. Jeronima i sv. Antuna Pustinjaka, dok je u luneti prikazana Pietà. U crkvi se nalazi i nekoliko slika domaćih renesansnih majstora, a na vratima ogradnog zida uglavljen je renesansni reljef sv. Ivana Krstitelja.
U stijeni, uz samu crkvu, smještena je pustinjačka špilja iz srednjeg vijeka, a obnovljena u drugoj polovici 15. stoljeća, poznata kao oratorij sv. Cirijaka, u kojoj su, prema lokalnoj legendi, boravili sv. Jeronim i sv. Cirijak. U crkvi je pokopan splitski kanonik Jeronim Natalis.
Pod oznakom Z-4684 zavedena je kao nepokretno kulturno dobro - pojedinačno, pravna statusa zaštićena kulturnog dobra, klasificiranog kao sakralna graditeljska baština .

## Galerija
- Svod crkve sv. Jere na Marjanu
- Renesansne slike u crkvi sv. Jere
- Grob u crkvi sv. Jere
- Slika u crkvi sv. Jere
- Pustinjačka špilja kraj crkve sv. Jere
- Renesansni reljef sv. Ivana Krstitelja
- Kamena krstionica
- Kameni bunar kraj crkve sv. Jere